# (468288) 2015 DW140
(468288) 2015 DW140 es un asteroide perteneciente al cinturón de asteroides, descubierto el 26 de septiembre de 2008 por el equipo Spacewatch desde el Observatorio Nacional de Kitt Peak (Arizona, Estados Unidos).